# Cocytius duponchel
Cocytius duponchel, popularmente conhecida como mariposa-esfinge, é uma espécie de artrópode lepidóptero, mais especificamente de mariposa, pertencente à família dos esfingídeos (Sphingidae).

## Taxonomia e sistemática
Cocytius duponchel foi originalmente descrita por Felipe Poey y Aloy em 1832 sob o nome Amphonyx duponchel. Sua localidade-tipo é Cuba. Em 1859, James Brackenridge Clemens a tornou sinônimo de Macrosila antaeus, mas foi readmitida como espécie por Augustus Radcliffe Grote em 1865. Foi transferida (como duponchelii) ao gênero Cocytius por William Kirby em 1892, mas reintegrada ao gênero Amphonyx por Eitschberger em 2006. Voltou a ser reincluída em Cocytius por Kitching e Rougerie et al. em 2018, mas recolocada em Amphonyx por Haxaire & Mielke em 2020.

## Descrição
Cocytius duponchel apresenta, na face superior da asa anterior, traços discais pretos entre as nervuras M3 e CuA2 pouco proeminentes, além de uma mancha discal transversal em forma de rim, de coloração branco-suja. Na asa posterior, a face superior possui uma mancha translúcida posicionada após a nervura M1, que é mais curta do que a faixa marginal preta na altura dessa mesma nervura. Os foretarsos possuem todos os segmentos com a segunda fileira interna de espinhos bem desenvolvida, formando um pente multidentado; as demais fileiras estão reduzidas. O primeiro segmento foretarsal é ligeiramente curvado, bem mais curto que a tíbia, mas um pouco mais longo que o segundo segmento. Os tarsos médio e posterior têm o primeiro segmento tão longo quanto suas respectivas tíbias.
Nos foretarsos, o pente de espinhos não é bem marcado; os espinhos da segunda fileira interna estão direcionados distalmente, como em um tarso comum, mas posicionados próximos entre si. O arranjo em pente é mais evidente nos segmentos distais, e todas as quatro fileiras estão presentes em todos os segmentos. O primeiro segmento é quase tão longo quanto a tíbia e quase o dobro do comprimento do segundo segmento. Nos tarsos médio e posterior, o primeiro segmento mede cerca de 1,5 milímetro a mais que as tíbias correspondentes. A face superior da asa anterior é fortemente marcada por branco, com um traço branco geralmente presente distalmente à mancha discal.
A genitália masculina é semelhante à de Cocytius lucifer, com unco e gnato comparáveis, embora o gnato seja mais curto e significativamente mais largo. As valvas são muito grandes, com a margem dorsoapical fortemente recurvada para dentro. A harpa consiste numa placa triangular alongada, curvada dorsalmente no ápice, pontiaguda e nitidamente dentada ao longo da borda subventral e da borda dorsal na extremidade. Um tufo grande de cerdas longas e robustas emerge da borda superior, próximo à base do processo. O falo apresenta, na extremidade, um dente longo, horizontal e ligeiramente curvado, acompanhado por um dente menor na porção proximal. Na genitália feminina, o esternigma é largo, com as bordas laterais inclinadas e recurvadas formando uma crista baixa. A bursa do óstio se abre distalmente ao meio e apresenta, de cada lado, um lobo plano e triangular com ápices arredondados.

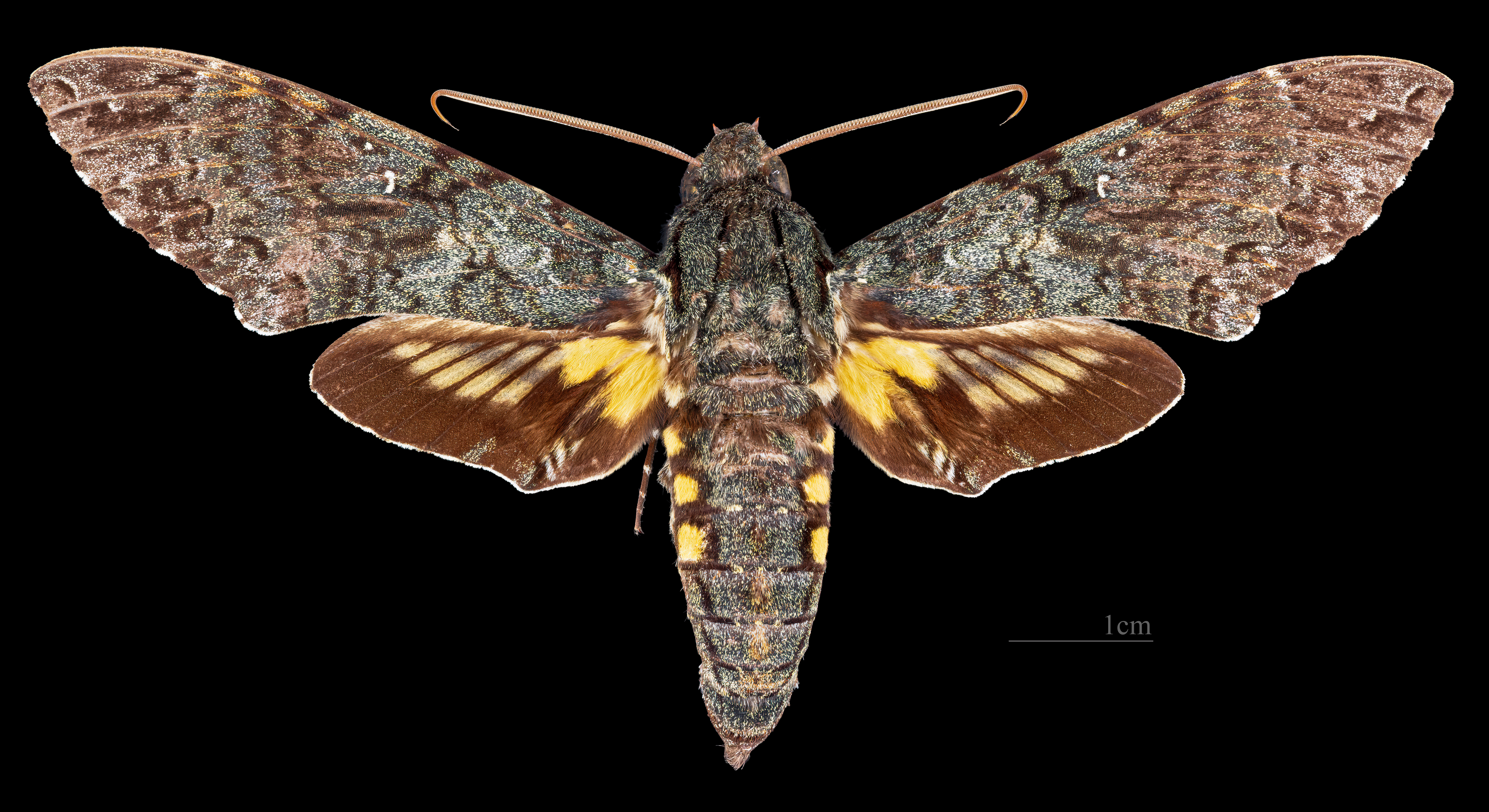
Macho, lado dorsal
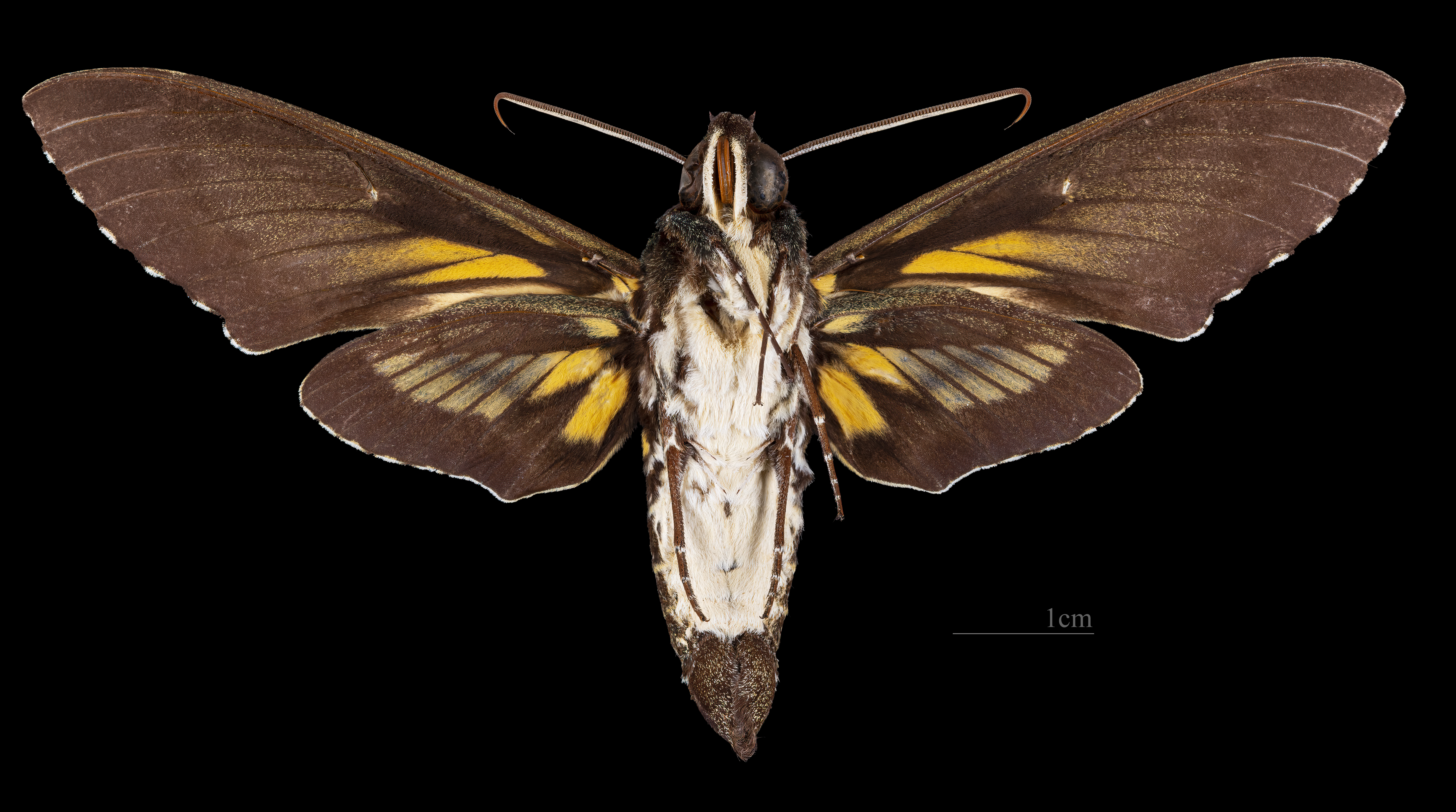
Macho, lado ventral
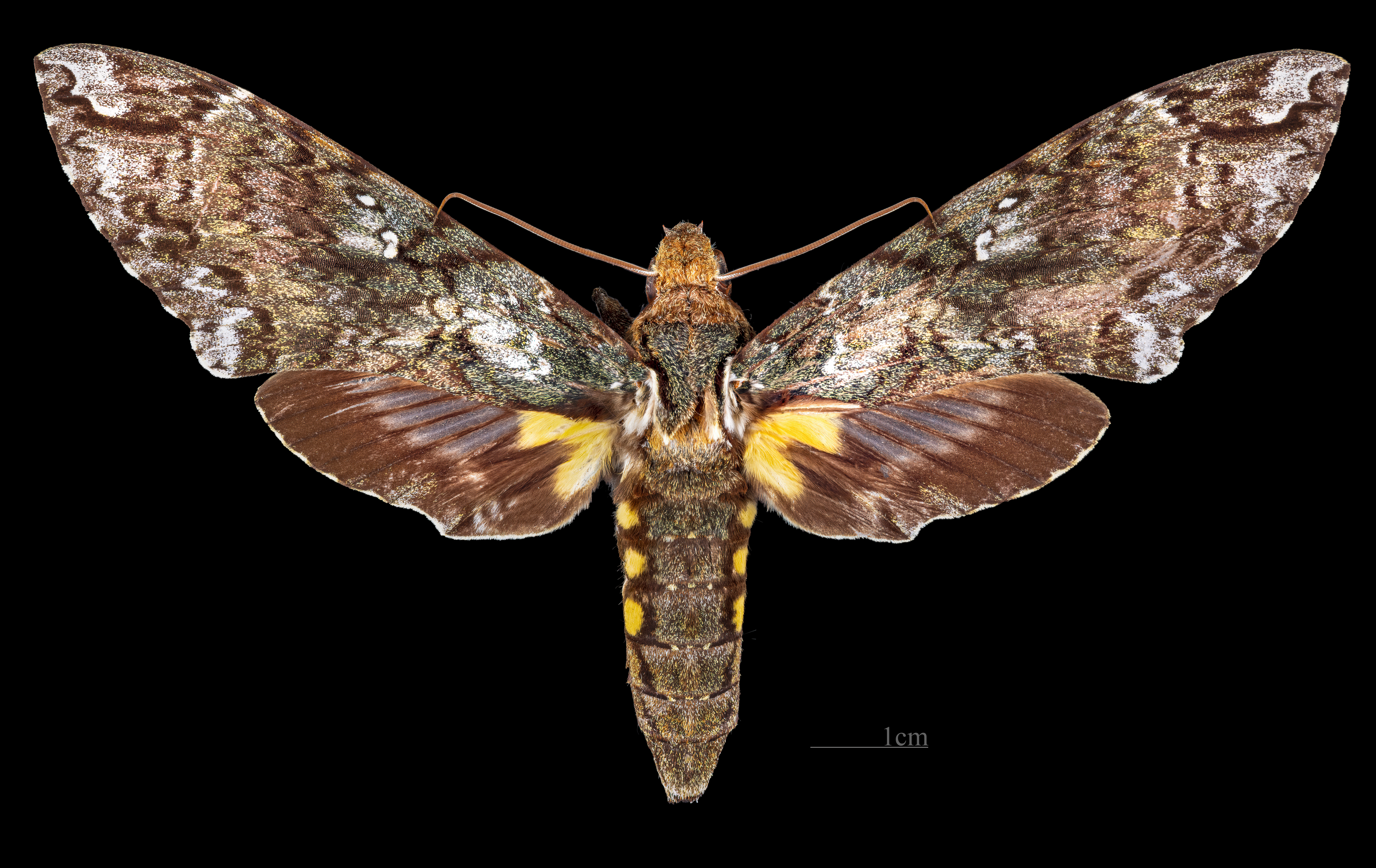
Fêmea, lado dorsal
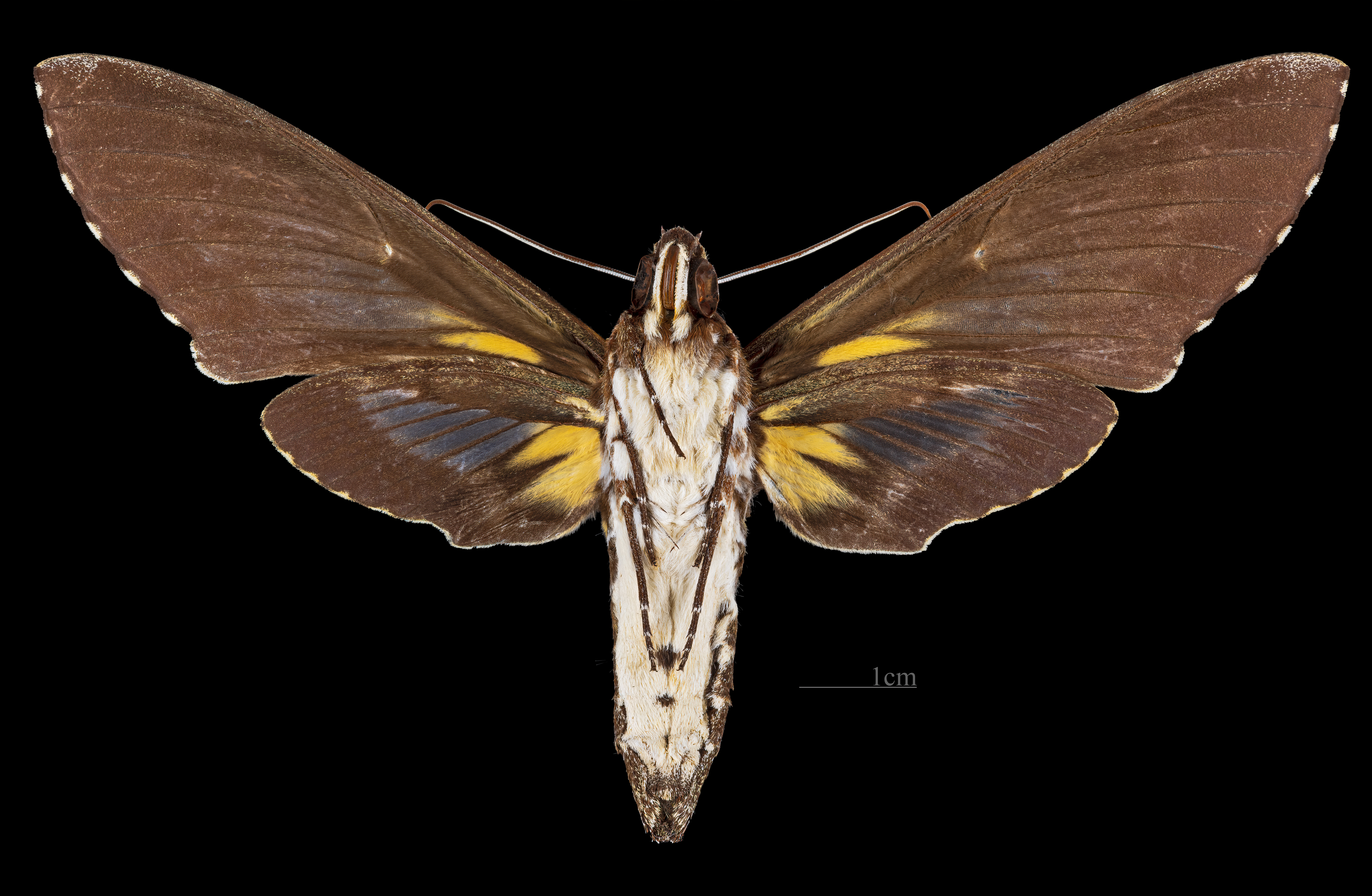
Fêmea, lado ventral

## Distribuição e habitat
Cocytius duponchel habita todos os biótipos e pode ser encontrada em áreas perturbadas. Ocorre na América do Norte, no Canadá, Estados Unidos (onde é rara na Flórida e Texas) e México, no mar do Caribe (Cuba e Índias Ocidentais), na América Central, em Belize (Corozal, Cayo, Orange Walk Stann Creek e Toledo), Guatemala (Izabal), Honduras, Nicarágua (Chontales e Rio São João) e Costa Rica (Guanacaste, Limão, Herédia, Puntarenas, Alajuela, São José e Cartago) e na América do Sul, na Venezuela (Arágua, Bolívar, Apure, Amazonas, Guárico, Coxedes, Falcão, Táchira e Iaracui), Equador (Napo e Pichincha), Colômbia (Cauca e Meta), Bolívia (Santa Cruz), Paraguai (São Pedro e Canindeyu), Argentina (Tucumã), Suriname  (Sipaliuini) e Guiana Francesa (Régina). É possível que também ocorra na Guiana.
No Brasil, está presente nos estados do Acre, Amazonas, Bahia, Ceará, Distrito Federal (Brasília), Espírito Santo, Goiás (Alto Paraíso de Goiás e Formosa), Maranhão (Balsas e Feira Nova do Maranhão), Mato Grosso, Mato Grosso do Sul (Rio Verde de Mato Grosso), Minas Gerais (Riacho dos Machados e Rio Pardo de Minas), Paraná, Pará, Piauí, Rio Grande do Sul, Rio de Janeiro, Rondônia, Roraima, Santa Catarina, São Paulo, Sergipe e Tocantins (Palmas), nos biomas da Amazônia, da Caatinga, do Cerrado, da Mata Atlântica e do Pantanal. Em termos hidrológicos, ocorre nas sub-bacias do Araguaia, do Contas, do Doce, do Grande, do Guaíba, do Gurupi, do Iguaçu, do Jequitinhonha, do litoral do Espírito Santo, Rio de Janeiro, São Paulo, Paraná e Santa Catarina, do Madeira, do Mearim, do Negro, do Paraguai 01 e 03, do Paranapanema, do Paranaíba, do Paraíba do Sul, do Alto e Médio Parnaíba, do Paru, do Purus, do Médio São Francisco, do Tapajós, do Tietê, do Alto e Baixo Tocantins, do Trombetas, do Médio Uruguai e do Xingu.

## Ecologia

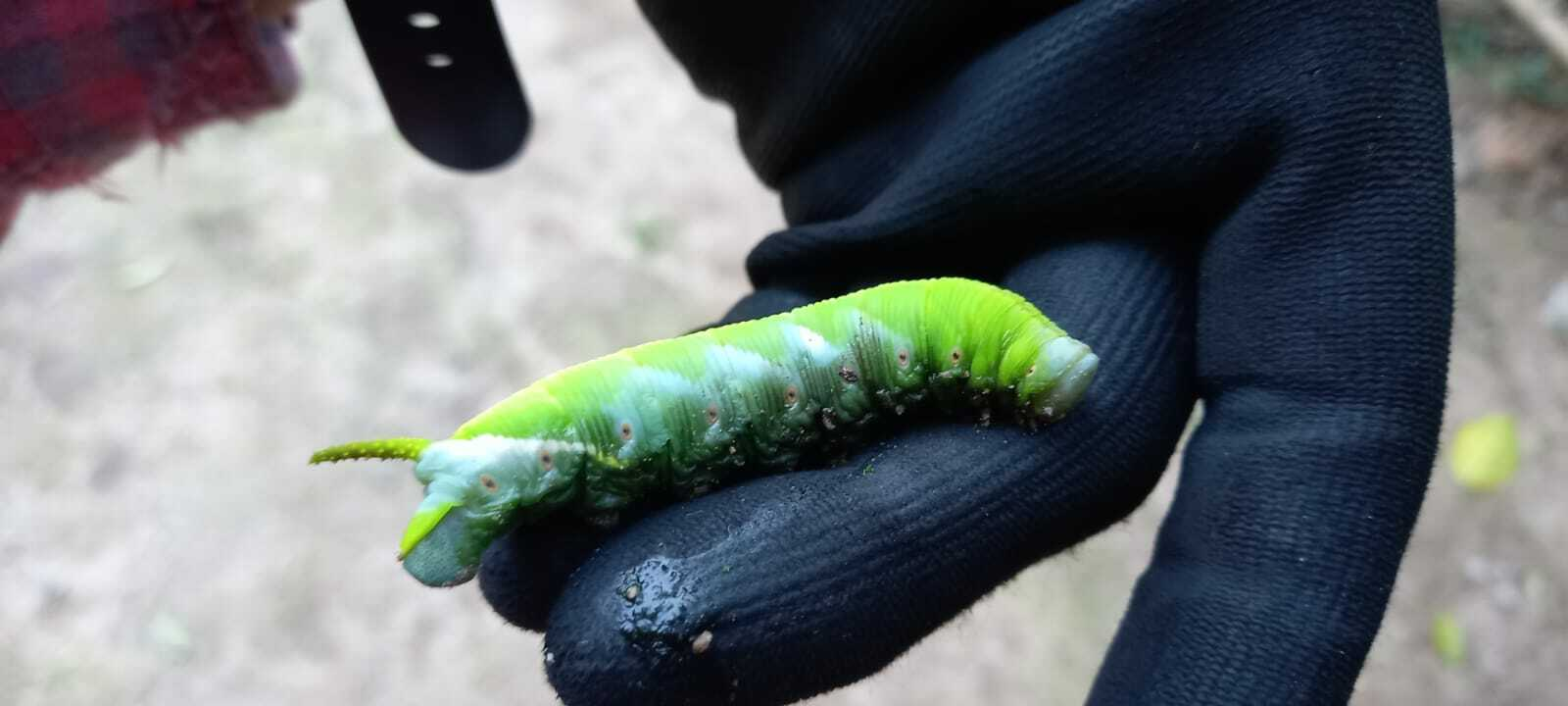
Larva avistada no bairro de Barreiros, no município de São José, em Santa Catarina

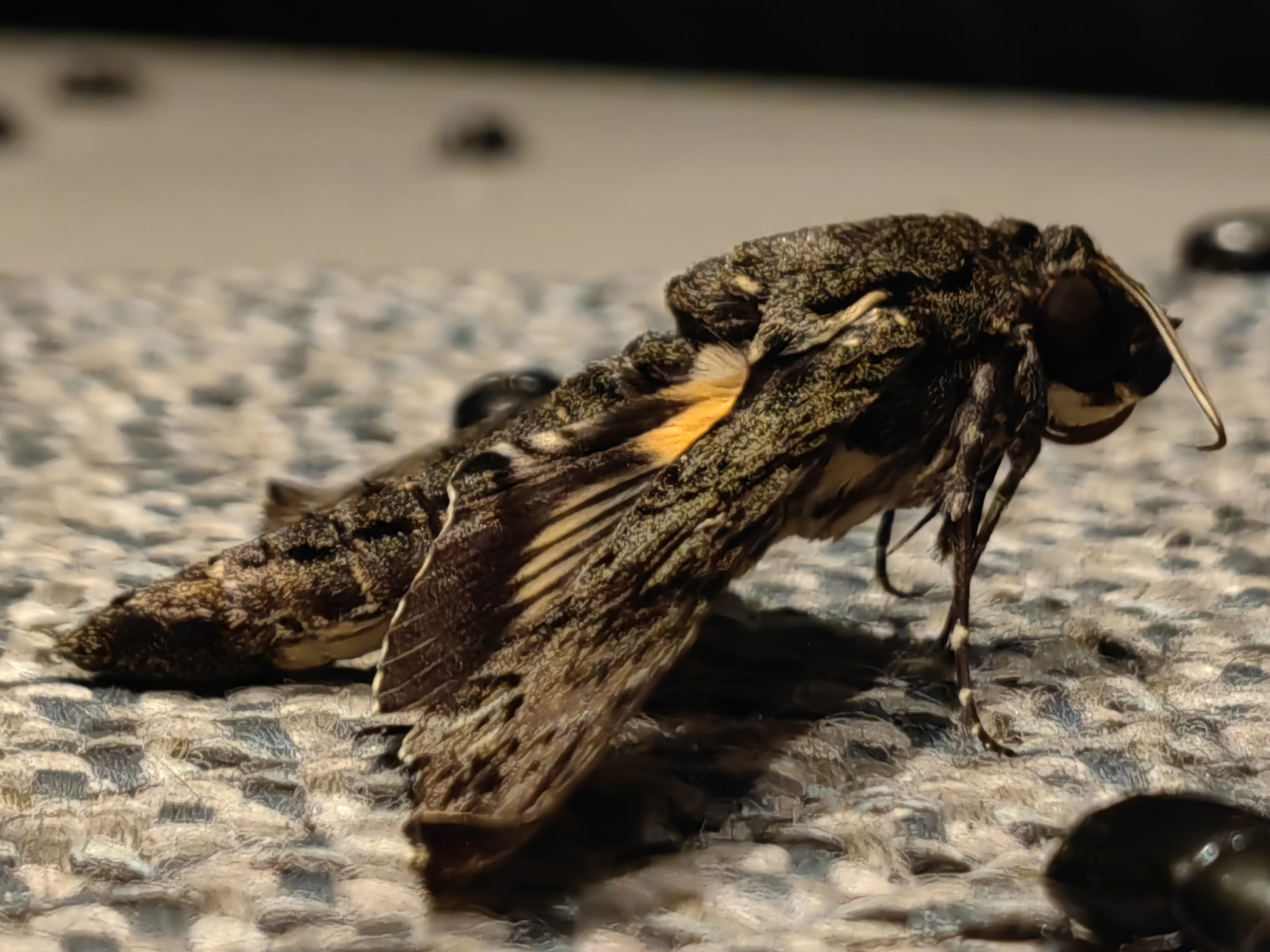
indivíduo avistado em Limão, na Costa Rica

Adultos de Cocytius duponchel se alimentam de néctar de flores e reproduzem-se continuamente ao longo do ano. Registros na Bolívia indicam atividade entre março e abril, e de junho a dezembro. Na Guiana Francesa, há registros em novembro, e Andres Urbas documentou um voo próximo a Kaw (Régina) em 1.º de abril de 2011. Na Colômbia, Humberto Calero Mejía observou um exemplar em voo em 31 de maio de 2011 no Parque Nacional Natural de Górgona (Cauca), enquanto Gregory Nielsen registrou a espécie em janeiro no departamento de Meta. Tanto machos quanto fêmeas são atraídos pela luz. As fêmeas emitem feromônios sexuais por meio de uma glândula localizada na ponta do abdome para atrair os machos. As pupas, formadas em câmaras subterrâneas, provavelmente se deslocam até a superfície pouco antes da emergência do adulto. A metamorfose completa é rápida, com os adultos emergindo cerca de 21 dias após a pupação.
As larvas, com coloração viva - corpo verde-maçã com uma linha marrom central no dorso, faixa posterior branca que adquire tom azulado, uma a duas faixas brancas nas laterais posteriores e sem pelos - atingem até 13,2 gramas no último ínstar. Alimentam-se de diversas espécies da família das anonáceas, incluindo Guatteria diospyroides, Annona purpurea, A. reticulata, A. glabra (pinha) e Xylopia frutescens. Já foram registrados casos nos quais as larvas estavam vivendo sobre a fruta de Rollinia emarginata e Annona cherimola. No Cerrado, em sua fase larval, é considerada praga da pinha e da graviola (A. muricata). Essas larvas estão sujeitas à parasitação por taquinídeos do gênero Leschenaultia sp..

## Conservação
Cocytius duponchel é ameaçada por atividades como culturas anuais, silvicultura, pecuária (no Cerrado e na Caatinga), poluição luminosa, expansão urbana (na Mata Atlântica) e queimadas não planejadas ou não autorizadas em todos os biomas. No entanto, tais ameaças não foram consideradas suficientemente intensas para colocar a espécie em risco de extinção num futuro próximo. Em 2018, Cocytius duponchel foi classificada como pouco preocupante no Livro Vermelho da Fauna Brasileira Ameaçada de Extinção do Instituto Chico Mendes de Conservação da Biodiversidade (ICMBio). Em 2000, a NatureServe avaliou a espécie como Aparentemente Segura (categoria G4).
Em sua área de ocorrência no Brasil, Cocytius duponchel está presente em várias áreas de conservação:
- Área de Proteção Ambiental de Petrópolis (APA Petrópolis)
- Área de Proteção Ambiental do Planalto Central (APA Planalto Central)
- Área de Proteção Ambiental Campos do Jordão (APA Campos do Jordão)
- Área de Proteção Ambiental Corumbataí-Botucatu-Tejupá (APA Corumbataí Botucatu Tejupa)
- Área de Proteção Ambiental Sapucaí Mirim (APA Sapucaí Mirim)
- Área de Proteção Ambiental Serra do Mar (APA Serra do Mar)
- Área de Proteção Ambiental da Bacia do Rio Macacu (APA da Bacia do Rio Macacu)
- Área de Proteção Ambiental da Baixada Maranhense (APA Baixada Maranhense)
- Área de Proteção Ambiental do Lago de Tucuruí (APA Lago de Tucuruí)
- Área de Proteção Ambiental do Rio Preto (APA Rio Preto)
- Estação Ecológica de Maracá (ESEC de Maracá)
- Estação Ecológica de Águas Emendadas (ESEC Águas Emendadas)
- Floresta Nacional de Itacaiunas (Flona Itacaiunas)
- Floresta Nacional de Tapirapé-Aquiri (Flona Tapirapé-Aquiri)
- Parque Nacional da Chapada dos Veadeiros (PARNA da Chapada dos Veadeiros)
- Parque Nacional do Jaú (PARNA Jaú)
- Parque Nacional das Nascentes do Rio Parnaíba (PARNA Nascentes do Rio Parnaíba)
- Parque Nacional da Serra do Pardo (PARNA Serra do Pardo)
- Reserva Biológica do Gurupi (Rebio do Gurupi)
- Reserva Extrativista Rio Xingu (Resex Rio Xingu)
- Parque Estadual da Serra do Mar (PE Serra do Mar)
- Parque Estadual dos Pirineus (PE Pirineus)
- Parque Estadual do Utinga (PE Utinga)
- Parque Estadual Intervales (PE Intervales)
- Reserva Particular do Patrimônio Natural Ano Bom (RPPN Ano Bom)
- Reserva Particular do Patrimônio Natural Caetezal (RPPN Caetezal)
- Reserva Particular do Patrimônio Natural Ceflusmme (RPPN Ceflusmme)
- Reserva Particular do Patrimônio Natural Fazenda Limeira (RPPN Fazenda Limeira)
- Reserva Particular do Patrimônio Natural Fazenda Suspiro (RPPN Fazenda Suspiro)
- Reserva Particular do Patrimônio Natural Gleba O Saquinho de Itapirapuá (RPPN Gleba O Saquinho de Itapirapuá)
- Reserva Particular do Patrimônio Natural Jubran (RPPN Jubran)
- Reserva Particular do Patrimônio Natural Laço de Amor (RPPN Laço de Amor)
- Reserva Particular do Patrimônio Natural Parque Ecológico Artex (RPPN Parque Ecológico Artex)
- Reserva Particular do Patrimônio Natural Sítio do Bananal (RPPN Sítio do Bananal)
- Terra Indígena Alto Rio Negro (TI Alto Rio Negro)
- Terra Indígena Badjonkore (TI Badjonkore)
- Terra Indígena Las Casas (TI Las Casas)
- Terra Indígena Raposa Serra do Sol (TI Raposa Serra do Sol)
- Terra Indígena Tubarão-Latundê (TI Tubarão/Latundê)